# Weldon Myrick
Weldon Myrick, en legendarisk amerikansk musiker, född 10 april 1939 i Jayton, Texas,, död 2 juni 2014 i Nashville, Tennessee, som spelade steelguitar, och som har samarbetat med en mängd kända artister, främst inom countrymusiken. Elvis Presley, Dolly Parton, Wanda Jackson, Kris Kristofferson och Roy Orbison är bara några exempel på världstjärnor som har använt sig av hans färdigheter på sitt instrument.
Weldon Myrick var medlem i bandet Area Code 615, mest aktiva på 1960- och 1970-talet, tillsammans med bland andra Charlie McCoy och Bobby Thompson.

## Diskografi
Soloalbum
- 1979 – Pedalman
- 1990 – Grand Ole Steel & Guitar (Jimmy Capps / Weldon Myrick)
- 2001 – Texas to Tennessee
- 2007 – The Other Side of Me

Album med Area Code 615
- 1969 – Area Code 615
- 1970 – Trip in the Country

Album som studiomusiker (urval)
- 1967 – Browns Sing the Big Ones from Country – The Browns
- 1968 – Make Mine Country – Charley Pride
- 1972 – Come from the Shadows – Joan Baez
- 1972 – Home Free – Dan Fogelberg
- 1972 – Jesus Was a Capricorn – Kris Kristofferson
- 1974 – Superpickers – Chet Atkins
- 1974 – Breakaway – Kris Kristofferson och Rita Coolidge
- 1977 – Tattoo – David Allan Coe
- 1977 – From A Radio Engine To The Photon Wing – Michael Nesmith
- 1978 – Family Album – David Allan Coe
- 1979 – Three on the Trail – Riders in the Sky
- 1980 – The Champ – Moe Bandy
- 1980 – Feel the Fire – Reba McEntire
- 1981 –  The Baron – Johnny Cash
- 1981 – Heart to Heart – Reba McEntire
- 1982 – One of a Kind – Moe Band
- 1982 – Unlimited – Reba McEntire
- 1982 – Bobbie Sue – The Oak Ridge Boys
- 1983 –  #8 – J.J.Cale
- 1983 – Somebody's Gonna Love You – Lee Greenwood
- 1983 – Behind the Scene – Reba McEntire
- 1984 – Just a Little Love – Reba McEntire
- 1984 – Does Fort Worth Ever Cross Your Mind – George Strait
- 1985 – Have I Got a Deal for You – Reba McEntire
- 1985 – Just a Woman – Loretta Lynn
- 1986 – Whoever's in New England – Reba McEntire
- 1988 – Who Was That Stranger – Loretta Lynn
- 1990 – At This Moment – Neal McCoy
- 1991 –  Greatest Hits, Vol. 3 – Ronnie Milsap
- 1992 – A Lot About Livin' (And a Little 'bout Love) – Alan Jackson
- 1992 – In This Life – Collin Raye
- 1993 – Delta Dreamland – Deborah Allen
- 1993 – Honky Tonk Angels – Dolly Parton, Loretta Lynn och Tammy Wynette